# 巖谷立太郎
巌谷 立太郎（いわや りゅうたろう、1857年10月2日（安政4年8月15日）－1891年（明治24年）1月24日）は、明治期の鉱山学者、日本新聞社創立発起人。東京大学理学部教授・農商務省鉱山局技師として採鉱冶金術の改良に貢献した。滋賀県出身者として最初の工学博士（博士登録番号10番）。

## 人物・生涯
1857年10月2日（安政4年(旧暦)8月15日）、近江国水口で生まれる。巌谷家は代々水口藩典医を務め、祖父は巌谷玄通、父は典医より明治維新後太政官一等書記・貴族院議員を務めた明治の三筆の一人・漢学者である巖谷一六（本名巌谷修）である。立太郎は長男として誕生した。
6歳より水口にて藩儒中村栗園に学び神童と称され、1868年（明治元年）京都にて神山鳳陽に師事し漢学を学び、1870年（明治3年）4月に上京し慶應義塾に入学。10月に藩の貢進生に選ばれて大学南校に入学した。1873年（明治6年）4月10日大学南校が（第一大学区）開成学校と改称された後、立太郎は化学を専攻し、1875年（明治8年）9月化学本科第一学年に進み、1877年（明治10年）5月には鉱山学学習の為ドイツ留学を命じられた。
1877年（明治10年）10月、ドイツザクセン州フライベルク鉱山大学（独: Bergakademie Freiberg）に入学し冶金学・鉱山学を専攻、1880年（明治13年）銀鉛冶金に係る論文を提出して同地の学位を受ける。その後もフライベルク市官公冶金所で実地実験に従事、フライベルク鉱山大学のヴァイスバッハ教授やヴィンクラー教授の要請を受け研究を行うが肺結核を患い1881年（明治14年）8月帰国した。
帰国後1年程度神戸で静養しながら文部省の依頼で鉱山学関係のドイツ書籍の翻訳を行った。1883年（明治16年）8月母校東京大学理学部講師となる。同年12月には文部省御用掛に任じられると共に東京大学文学部講師も兼務し、諮詢機関に推挙された。1884年（明治17年）6月鉱業実施・鉱物採取のため兵庫県・岡山県・鳥取県を巡り、1885年（明治18年）3月中学校師範学校教員免許学力試験委員を命じられ、同年4月東京大学理学部教授に昇進した。1886年（明治19年）3月学制変更により東京帝国大学工科大学教授に再任され、また同年5月農商務省鉱山局技師を兼務し、以後各地の鉱山を視察した。1888年（明治21年）6月7日、工学博士の学位を授与される（採鉱・鉱山学専攻者学位としては長谷川芳之助に続き二人目）。
1888年（明治21年）11月東京帝国大学評議員を命じられ（翌年辞任）、1890年（明治23年）には第三回内国勧業博覧会審査官に任じられた。この間、長崎県・佐賀県・奈良県・愛媛県・秋田県・兵庫県の鉱山・鉱物を視察し、予てからの激務がたたり1891年（明治24年）1月24日に33歳で死去した。
立太郎は多種多様な社会事業に携わっており1885年（明治18年）1月、東京市京橋西紺屋町の東京地学協会の一室に日本鉱業会（現資源・素材学会）を組織（議長は岩佐巌）した。高橋健三と共に「日本新聞社」創立発起人18人の内の一人となるなどしている。
日秘鉱業株式会社
1889年（明治22年）、特許局長であった高橋是清に南米ペルーで銀を掘ってはどうかとの話が持ちこまれ、是清は銀山開発に魅力を感じ特許局長を辞任してペルーのカラワクラ銀山経営のため全財産を拠出し、巌谷立太郎・有吉平吉・沢村大八・九鬼隆一・米田虎雄・曾我祐準らと共に資本金50万円で日秘工業（にちひこうぎょう）株式会社を設立した。日秘鉱業株式会社創設にあたり、カラワクラ銀山への下見調査に行った東京帝国大学卒業の技師が架空の報告書を描き、立太郎や是清は是を信用してしまった。日秘鉱業設立後是清が調査団を率いてアンデス山中の現地に着いてみると、銀山は廃鉱であった。事後下見調査に行った東京帝国大学卒業技師は詐欺罪に問われた。この件で技師を推薦した立太郎は、一部出資者や世間から大きな非難を浴びた。

## 栄典
- 1886年（明治19年）7月8日 - 従六位[6]

## 家族
父 巖谷一六（本名 修）別に水口藩藩医として「巌谷立的」と名乗る。
母 鶴
弟 巖谷小波（本名 季雄）
弟 巌谷春生（立太郎相続人）